# Пухівка Шойхцера
Пухівка Шойхцера, пухівка Шейхцера (Eriophorum scheuchzeri) — вид багаторічних кореневищних трав'янистих рослин родини осокові (Cyperaceae). Вид названо на честь швейцарського натураліста Йогана Якова Шойхцера (нім. Johann Jakob Scheuchzer).

## Опис
Рослини колоніальні від довгого повзучого кореневища. Стебла поодинокі або по кілька разом, 5–35(70) см, як правило, не більше 1 мм діаметром. Базальні (при основі) піхви стійкі, коричневі або червонуваті. Листя 3–12 см. Колоски поодинокі, прямовисні, від широко обернено-яйцюватих до майже кулястих, 8–12(40) мм; луски від сірого до червонувато-зеленого кольору, яйцюваті, 4–10 мм. Квіти: щетинок оцвітини 10 або більше, яскраво-білі, іноді з червоним відтінком, 15–30 мм, гладкі; пильовики 0.5–1.5 мм. Сім'янки вузько довгасті, 0.4–2.5 мм, верх із шилоподібним носиком.

## Поширення

### Загальне
Європа: Росія, Австрія, Німеччина, Словаччина, Швейцарія, Фінляндія, Ісландія, Норвегія, Швеція, Італія, Македонія, Румунія, Словенія, Франція, Іспанія; Азія: Казахстан, Росія; Північна Америка: Гренландія, США, Канада. Населяє тундру, мокрий торф, болотисті ґрунти, торфові ґрунти, набережні, озерні та ставкові береги.

### В Україні
Рідкісний вид, росте на мохових високогірних болотах Карпат. Вид входить до регіонального червоного списку Івано-Франківської області. 

## Галерея

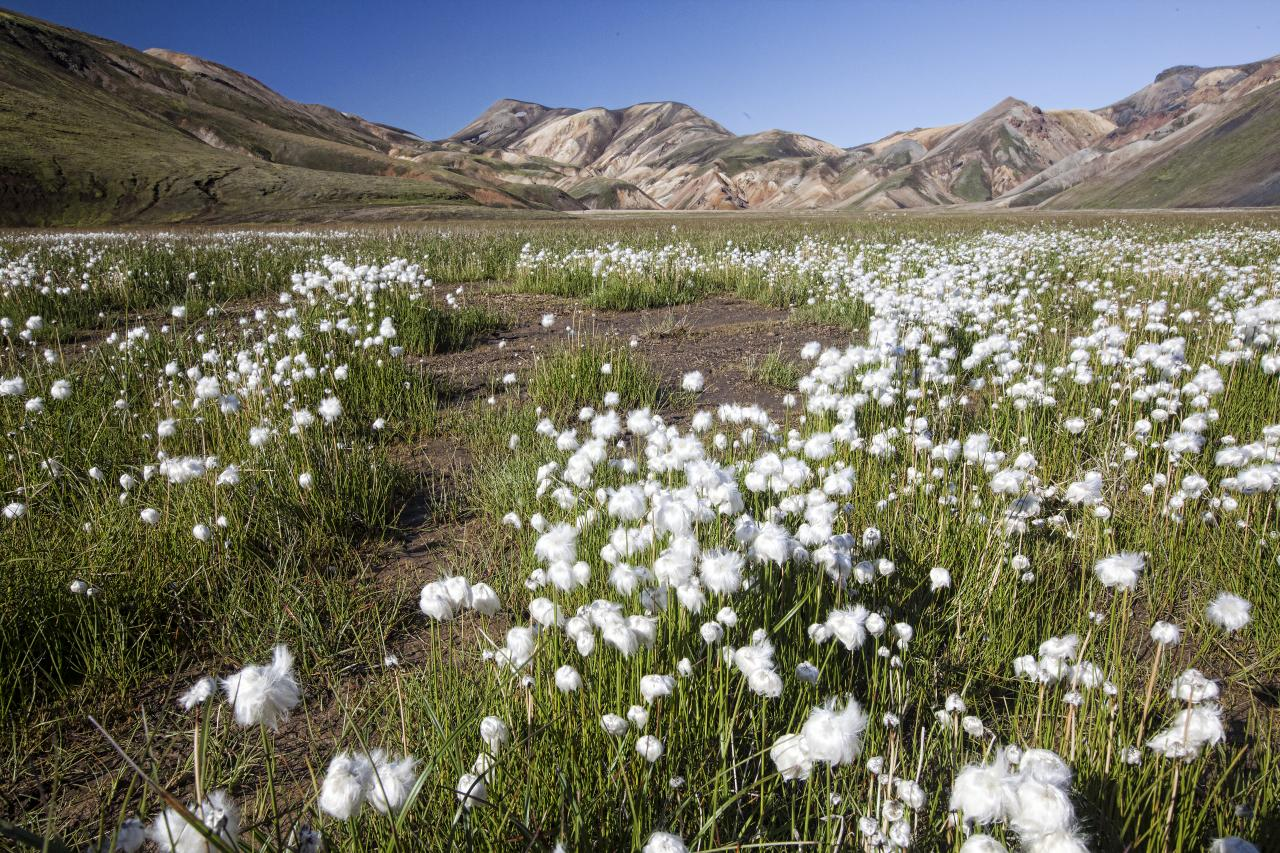
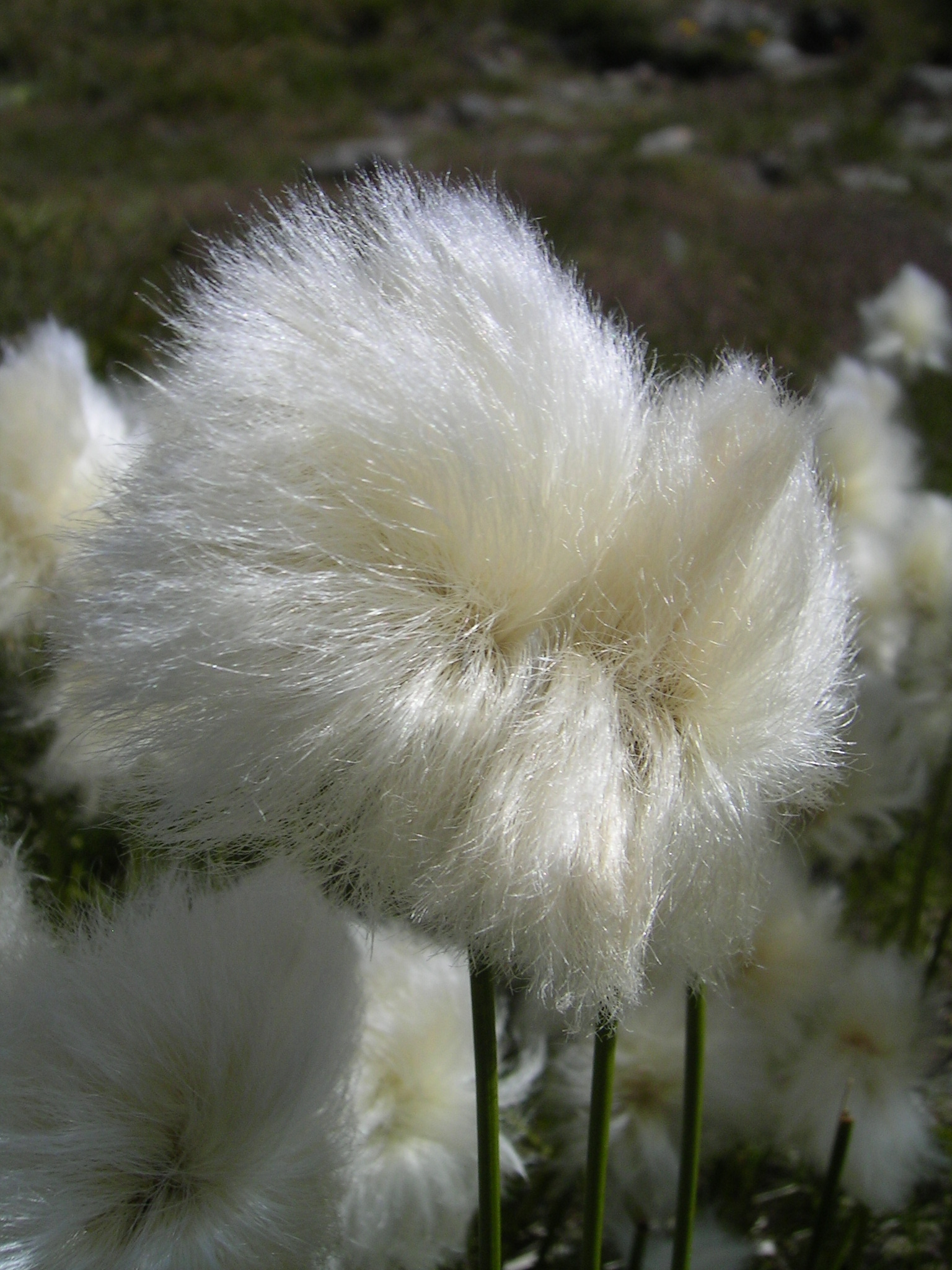
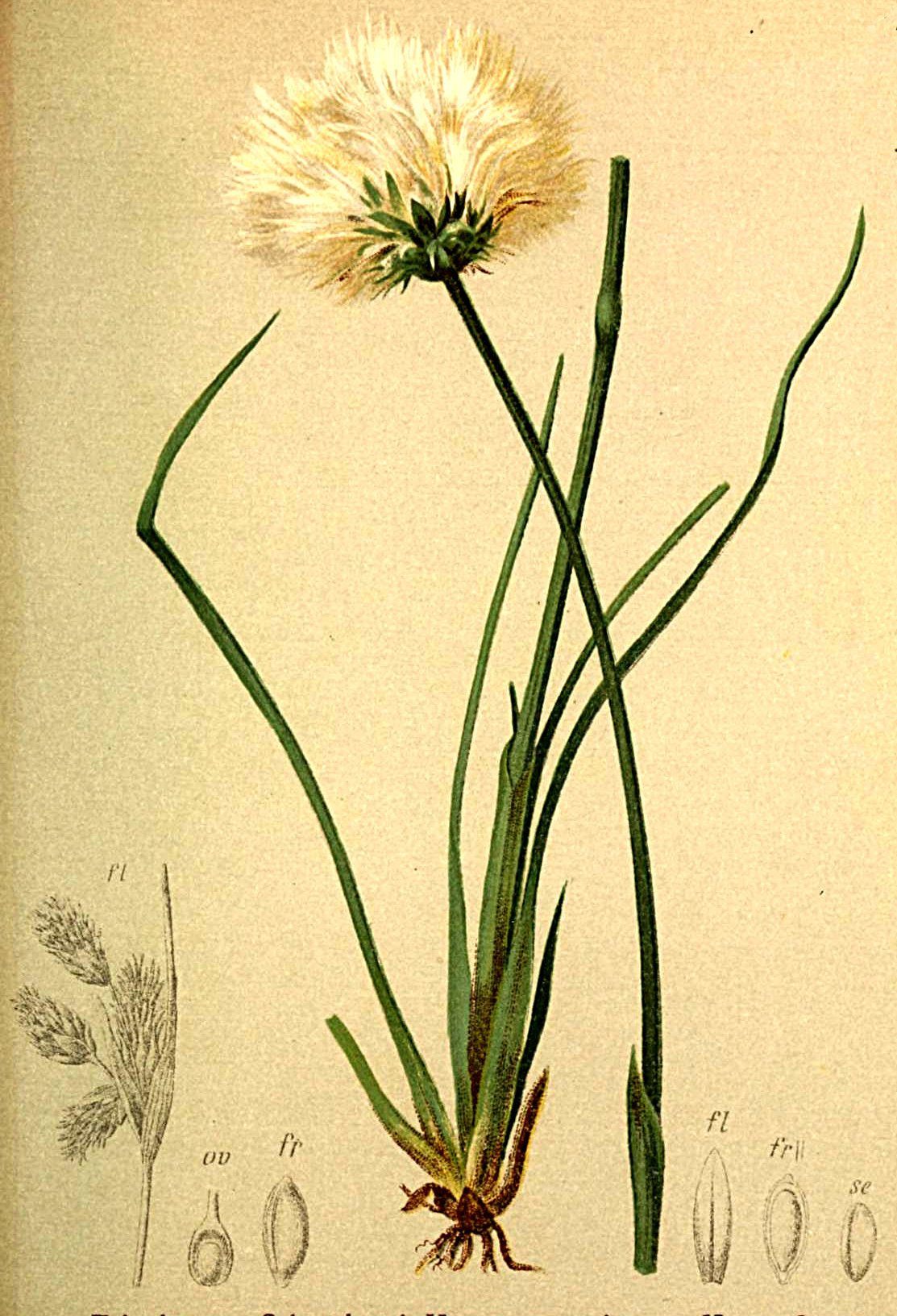